# پاتیرنا
پاتیرنا (به اسپانیایی: Paterna) یک منطقهٔ مسکونی در اسپانیا است که در Horta sud واقع شده‌است. پاتیرنا ۴۴٫۰ کیلومتر مربع مساحت دارد ۷۰ متر بالاتر از سطح دریا واقع شده‌است.

## خواهرخوانده
شهرهای مارینو، لاتسیو، آدخه و بربنک، کالیفرنیا خواهرخوانده‌های پاتیرنا هستند.